# Dajka Bettina
Dajka Bettina (Miskolc, 1990. október 2. –) magyar kézilabdázó. Jelenleg a Kisvárdai KC játékosa.

## Pályafutása
A Ferencváros saját nevelésű játékosa. 2007-ben magyar bajnokságot, 2011-ben és 2012-ben KEK-et nyert a Ferencvárossal. 2009-ben tagja volt a magyarországi junior Európa-bajnokságon ezüstérmet szerző válogatottnak. 2010-ben a junior csapat tagjaként ötödik helyezett lett a dél-koreai junior világbajnokságon.
2010 decemberében és 2012 februárjában egy vállműtét miatt hosszabb pihenőre kényszerült. 2016 októberében a bal térdében és 2019 októberében a jobb térdében keresztszalag pótláson esett át. 
2020 júliusában, két súlyos váll- és térdsérülés után, 29 évesen bejelentette visszavonulását és a Siófok KC utánpótlásban vállalt szerepet technikai vezetőként.

## Sikerei
- Nemzeti Bajnokság I:
  - Győztes: 2007
  - Ezüstérmes: 2009, 2012
  - Bronzérmes: 2008, 2011
- Magyar Kupa:
  - Ezüstérmes: 2010 (Ferencvárosi TC)
  - Bronzérmes: 2014 (Siófok KC)
- EHF-kupagyőztesek Európa-kupája:
  - Győztes: 2011, 2012
  - Elődöntős: 2007
- 2009-es junior női kézilabda-Európa-bajnokság:
  - Ezüstérmes: 2009